# TVP Info
TVP Info zpravodajský kanál veřejnoprávní Polské televize.

## Historie
TVP Info začal vysílat 6. října 2007 na místě regionálního kanálu TVP3, ze kterého převzal i pořady, např. Telekurier, Plus Minus a pořady regionálních oddělení TVP.
TVP Info býval na mux 1, potom se odtrhlo regionální vysílání, které skončily na nové televizi TVP Regionalna. Od 15. února byl TVP Info dostupné na mux3 v DVB-T.